# 乔治敦 (肯塔基州)
乔治敦（英語：Georgetown），是美国肯塔基州的一座城市。建立于1784年，面积约为41.4平方公里（16平方英里）。根据2010年美国人口普查，该市的人口为29,098人。